# Pseudoelphidiella
Pseudoelphidiella es un género de foraminífero bentónico considerado un sinónimo posterior de Elphidiella de la subfamilia Elphidiinae, de la familia Elphidiidae, de la superfamilia Rotalioidea, del suborden Rotaliina y del orden Rotaliida. Su especie tipo era Elphidium gorbunovi. Su rango cronoestratigráfico abarcaba desde el Plioceno hasta el Pleistoceno.

## Clasificación
Pseudoelphidiella incluía a las siguientes especies:
- Pseudoelphidiella glabra †
- Pseudoelphidiella gorbunovi †
- Pseudoelphidiella subcarinata †
  - Pseudoelphidiella subcarinata khatyrkensis †